# Polonia en los Juegos Olímpicos de Atenas 2004
Polonia estuvo representada en los Juegos Olímpicos de Atenas 2004 por un total de 194 deportistas que compitieron en 21 deportes.  
El portador de la bandera en la ceremonia de apertura fue el nadador Bartosz Kizierowski.

## Medallistas
El equipo olímpico polaco obtuvo las siguientes medallas:
| Nombre                                   | Deporte      | Competición                 |
| ---------------------------------------- | ------------ | --------------------------- |
| Oro                                      |              |                             |
| Robert Korzeniowski                      | Atletismo    | 50 km marcha M              |
| Otylia Jędrzejczak                       | Natación     | 200 m mariposa F            |
| Tomasz Kucharski Robert Sycz             | Remo         | Doble scull ligero (LM2x) M |
| Plata                                    |              |                             |
| Otylia Jędrzejczak                       | Natación     | 100 m mariposa F            |
| Otylia Jędrzejczak                       | Natación     | 400 m libre F               |
| Bronce                                   |              |                             |
| Anna Rogowska                            | Atletismo    | Salto con pértiga F         |
| Sylwia Gruchała                          | Esgrima      | Florete ind. F              |
| Agata Wróbel                             | Halterofilia | +75 kg F                    |
| Aneta Pastuszka Beata Sokołowska-Kulesza | Piragüismo   | K2 500 m F                  |
| Mateusz Kusznierewicz                    | Vela         | Finn M                      |